# Casa del Gavià
La Casa del Gavià és un habitatge del municipi de l'Escala inclòs a l'Inventari del Patrimoni Arquitectònic de Catalunya. La va dissenyar el 1945 Oriol Folch i Camarasa a instàncies del seu oncle, el museòleg, historiador i crític d'art Joaquim Folch i Torres. Folch i Torres i la seva dona, Orsina Baget, van fer llargues estades al Gavià des del 1951 fins poc abans de la mort de Folch i Torres, que va tenir lloc el 1963 a Badalona.

## Descripció
Situada dins del nucli antic de la població de l'Escala, construïda damunt les roques de l'extrem occidental de la platja, amb la façana principal al carrer del Cargol, forma cantonada amb el petit corriol del pintor Rafel Ramis i Ballesta.
Edifici de pedra, de planta rectangular, assentat damunt la roca de la costa, amb un mirador damunt del mar a l'extrem nord. Està format per tres crugies rectangulars, amb desigual alçada. Es troba distribuït en planta baixa i pis, tot i que el cos central, construït a manera de torre, presenta una tercera planta. A la part nord hi ha una terrassa damunt del mirador. La façana principal té una porta d'accés rectangular amb una l'obertura de mig punt bastida amb carreus de pedra. Als pisos, les obertures són circulars, també emmarcades en pedra. La façana de mar presenta tres contraforts de reforç de l'estructura, amb finestres rectangulars a baix i circulars al pis. La planta superior té una sola obertura tripartida, bastida en pedra, que es repeteix a la façana nord, damunt la porta d'accés a la terrassa. A la planta baixa, hi ha un gran portal de mig punt amb dovelles petites i la clau destacada. El mirador està obert al públic i delimitat per una tanca de pedra i maó, amb portal de mig punt cobert per accedir-hi des del carrer.

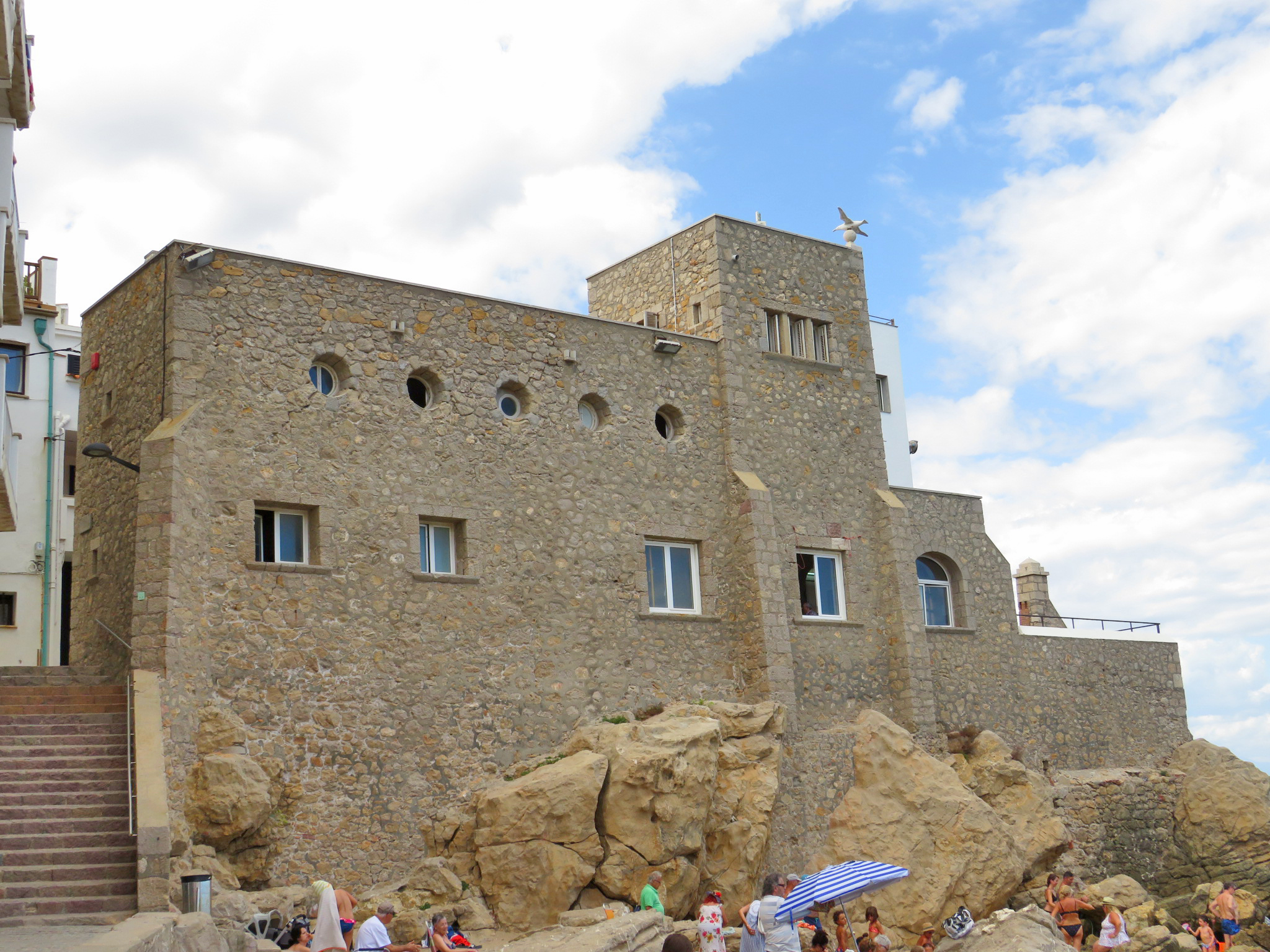
Façana que dona a la platja

Tota la construcció és bastida amb pedra sense desbastar, lligada amb ciment.

## Història
Casa construïda el 1951, arran de platja, a l'emplaçament de l'escorxador vell. Aquella infraestructura havia quedat en desús el 1913, quan les instal·lacions per escorxar animals es varen traslladar a la sortida de la vila (direcció Figueres), a la zona de la desembocadura del riu Ter. Al lloc de l'antic escorxador fou construït, el 1951, el xalet Folch i Torres (batejat com El Gavià).
Folch i Torres -germà del cèlebre escriptor Josep Maria Folch i Torres- i la seva dona van dissenyar una casa que recordés a un vaixell. Per això, per exemple, les finestres superiors d'El Gavià imiten els ulls de bou d'una embarcació.
El Gavià va acollir bona part dels últims anys de la vida de Joaquim Folch i Torres, marcats per la ferotge repressió cultural de la dictadura franquista. Tanmateix, el petit dels germans Folch i Torres va reprendre, en aquell espai al costat del mar, l'escriptura de poesia i de prosa, i la pintura. Va tornar a tenir veu pública gràcies, entre d'altres, als escrits que va anar publicant (1952-1963) a la revista Destino, redactats des d'El Gavià en aquesta última de la seva vida.
Els anys 50 i començament dels 60, El Gavià va ser un punt de trobada on hi feien tertúlia intel·lectuals i artistes com l'escriptora Caterina Albert (Víctor Català), veïna a L'Escala i gran amiga de Joaquim Folch i Torres.
Posteriorment, el 1985, la casa del Gavià fou adquirida per l'Ajuntament de L'Escala als hereus de Joaquim Folch i Torres (que no va tenir fills), i la va rehabilitar. Des del 2 de setembre de 1993 hostatja l'Escola Municipal de Música i d'Arts Plàstiques.